# Юрьевка (Чуйская область)
Юрьевка (кирг. Юрьевка) — село в Ысык-Атинском районе Чуйской области Кыргызстана. Административный центр Юрьевского аильного округа. Код СОАТЕ — 41708 206 852 01 0.

## География
Село расположено к востоку от реки Ысык-Ата (левый приток реки Чу), на расстоянии приблизительно 19 километров (по прямой) к юго-востоку от города Кант, административного центра района. Абсолютная высота — 1090 метров над уровнем моря.

## Население
| год     | 2009 | 2014 | 2015 |
| ------- | ---- | ---- | ---- |
| человек | 3529 | 3716 | 3953 |

## История образование
Село Юрьевка находится по дороге к курорту Ысык-Ата. Рядом с селом проходит речка и имеются несколько родниковых источников воды и через пару километров проходит главная дорога Жибек-Жолу (Шёлковый путь), через которую в древности проходили караваны кочевых племё и при этом образовалось село. Первое начальное название села происходило из древнетюркского «Карасу», что в переводе означает чёрная вода.
В топонимике Средней Азии, Кавказе, Крыма, Балкан и вообще во всех регионах Евразии и Азии где отмечалось сколько-нибудь значительное присутствие тюркских народов, название «Карасу» получают реки и ручьи, которые обычно начинаются в прозрачных («чёрных») родниках или от таяния ледников. Вода в таких реках обычно чистая, прозрачная, сток постоянен, хотя имеются и исключения.